# عبد الحق فنيش
عبد الحق فنيش (توفي سنة 1766) كان باشا سلا من 1738 إلى 1757، اشتهر بترميم وتحصين الأسوار القديمة لمدينة سلا، وتكريما له أطلق اسمه على أحد أزقة الرباط. وهو والد الدبلوماسي الطاهر فنيش.

## سيرته

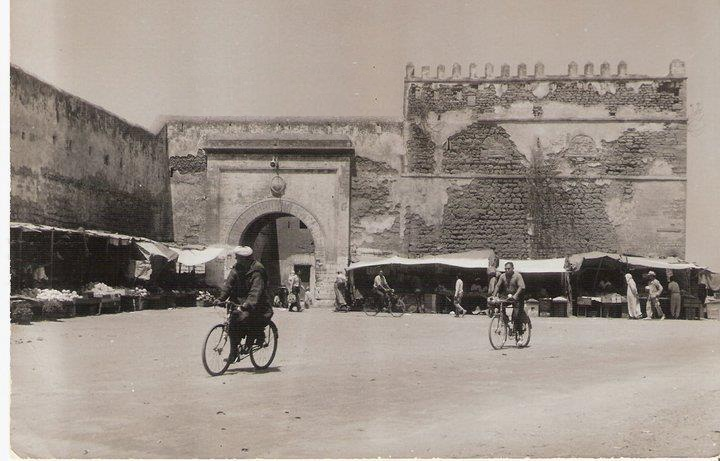
برج باب سبتة عام 1940

ينتمي عبد الحق فنيش إلى عائلة سلاوية عريقة من أصل أندلسي، كان باشا لمدينة سلا، وعُرف ببنائه برج باب سبتة عام 1738؛ وهو برج محصن كانت تدار منه كل أمور المدينة؛ في عام 1709، نصب السلطان مولاي إسماعيل عند مدخل مدينة سلا قرب سيدي موسى أمام البحر قصبة كناوة التي وضع فيها جيش عبيد البخاري (حراس سود استقدموا من السودان الغربي) حماية لسواحل الرباط وسلا من محاولات الاختراق والاحتلال الأجنبي. وُبخ هؤلاء العبيد لاعتدائهم على شرف وفضيلة نساء سلا، لذلك أثار سوء سلوكهم ذاك رد فعل عنيف من السكان. ذات يوم، اغتصب عبد فتاة من عائلة الباشا، فغضب عبد الحق غضبا شديدًا، فقرر الانتقام والثأر لشرف قريبه وهاجم القصبة، ودمرها بالقضاء على الحرس السود للسلطان الذي تفهم تصرفه ذاك. وكانت قصبة كناوة قرية صغيرة محصنة بها معسكر للجيش وحمامات ومسجد.
كما قام بنفي عائلة زنيبر التي فقدت أحد أفرادها في إطار التنافس حول السلطة، وقد علم السلطان بهذا الفعل، وأعفى الباشا من مهامه ومنح الزنيبر الحق في الانتقام، لكنه لم يثأر، ولم يرغب في قتل أبناء جلدته من السلاويين.